# La Misma Gente
La Misma Gente es una banda de rock venezolana formada en la ciudad de San Antonio de los Altos, estado Miranda, en la década de 1970 y que sigue presente en los escenarios artísticos del país. En 1997 fueron nominados en la primera entrega Premios Venezuela Pop&Rock por mejor disco, y a Ike Lizardo como mejor bajo, en 2005 ganaron un reconocimiento "Mención especial" en lo Premios Metal Hecho en Venezuela (2004-2005) por su trayectoria.

## Biografía
La Misma Gente nace cuando Pedro Vicente Lizardo (PTT) hijo mayor del poeta Pedro Francisco Lizardo, médico, cantautor y guitarrista, se unió a su hermano Humberto Enrique Lizardo (IKE), bajista y diseñador, al baterista Victor González (Kasino), a Pedro Alberto Galindo, compositor, cantante y saxofonista, a Mario Bresanutti, pianista, cantante y compositor, y eventualmente, a Ricardo Ramírez, flautista, este último quien dio el nombre a la agrupación en los primeros meses de 1977.
Los hermanos Lizardo (IKE y PTT) se inician musicalmente a principios de los sesenta con Los Barracudas y luego en los setenta con Apocalipsis. Kasino fue el baterista de Sky White Meditation. El lenguaje musical fue siempre basado en el rock y el estilo se fue depurando y desarrollando para alcanzar su propia autonomía con los textos poéticos de PTT.
La Misma Gente ha editado siete discos. En el disco publicado en 2008 titulado "Somos Todos", el tema que se destaca lleva por nombre "Psicoterapia". Su más reciente grabación es "La Vela que no se Apaga" del 2011. El primer disco de La Misma Gente, Por Fin incluye el tema Lluvia por ser una de las más reconocidas y valoradas canciones dentro de la corriente rock en Venezuela.
En marzo del 2013, PTT Lizardo sufrió un ACV, que lo mantiene alejado de la música. En el 2014, varios artistas de la movida underground venezolana, graban un disco tributo titulado "Las Canciones de la Gente-Homenaje a PTT".

## Discografía
- Por Fin (1983)
- Luz y Fuerza (1984)
- Tres (1986)
- A la Calle (1992)
- La Misma Gente (1996)
- Somos Todos (2008)
- La Vela que no se Apaga (2011)